# Guy D. Goff

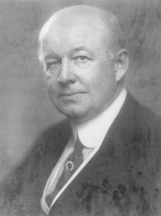
Guy D. Goff

Guy Despard Goff, född 13 september 1866 i Clarksburg, West Virginia, död 7 januari 1933 i Thomasville, Georgia, var en amerikansk republikansk politiker och jurist. Han representerade delstaten West Virginia i USA:s senat 1925-1931.
Fadern Nathan Goff tjänstgjorde 1881 som marinminister och var senare senator för West Virginia. Guy D. Goff studerade först vid The College of William & Mary, avlade sedan 1888 sin grundexamen vid Kenyon College och 1891 juristexamen vid Harvard Law School. Han inledde sin karriär som advokat i Boston. Han flyttade 1893 till Milwaukee och blev 1895 åklagare för Milwaukee County. Han var distriktsåklagare för Wisconsins östra distrikt 1911-1915.
Goff deltog i första världskriget i USA:s armé och avancerade till överste. Han återvände 1923 till hemstaden Clarksburg och vann följande året senatsvalet i West Virginia. Han bestämde sig för att inte kandidera till omval i senatsvalet 1930.
Goff var episkopalian. Hans grav finns på Arlingtonkyrkogården. Dottern Louise Goff Reece var ledamot av USA:s representanthus 1961-1963.